# Walter Plaikner
Walter Plaikner   (Kiens, 24 d'octubre de 1951) és un conductor de luge italià, ja retirat, que va competir durant la dècada de 1970.
El 1972 va prendre part en els Jocs Olímpics d'Hivern de Sapporo on, fent parella amb Paul Hildgartner, guanyà la medalla d'or en la prova per parelles del programa de luge. Quatre anys més tard, als Jocs de Sapporo, fou onzè en la prova per parelles. En el seu palmarès també destaquen una medalla d'or i una de bronze al Campionat del món de luge, i dues d'or al Campionat d'Europa.
Un cop retirat exercí d'entrenador al Japó, Estats Units, Rússia i Itàlia.